# Sturmgeschütz-Brigade 237
De Sturmgeschütz-Abteilung 237 / Sturmgeschütz-Brigade 237 / Heeres-Sturmgeschütz-Brigade 237 was tijdens de Tweede Wereldoorlog een Duitse Sturmgeschütz-eenheid van de Wehrmacht ter grootte van een afdeling, uitgerust met gemechaniseerd geschut. Deze eenheid was een zogenaamde Heerestruppe, d.w.z. niet direct toegewezen aan een divisie, maar ressorterend onder een hoger commando, zoals een legerkorps of leger.
Deze Sturmgeschütz-eenheid kwam in actie aan het oostfront gedurende zijn hele bestaan.

## Krijgsgeschiedenis

### Sturmgeschütz-Abteilung 237
Sturmgeschütz-Abteilung 237 werd opgericht in Jüterbog op 1 juli 1943. In de herfst van 1943 werd de Abteilung naar de centrale sector van het oostfront verplaatst en vanaf eind oktober 1943 ingezet bij Chavusy oostelijk van Mogilev. Op 16 november volgde treintransport naar Usa bij Mogilev. Na een korte rustpauze eind november bij Zjlobin volgde inzet begin december rond Schdanowa - Mormal – Alexandroff. Maar de Abteilung had inmiddels stevige verliezen geleden en werd naar Mogilev teruggetrokken voor opfrissing. Vanaf 27 december 1943 volgde weer een inzet rond Nikonovichi langs de weg Mogilev-Gomel, die duurden tot 17 januari 1944. Daarna werd de Abteilung weer rond Mogilev ingezet.
Op 14 februari 1944 werd de Abteilung omgedoopt in Sturmgeschütz-Brigade 237.

### Sturmgeschütz-Brigade 237
De omdoping in Sturmgeschütz-Brigade betekende echter geen organisatorische verandering, de samenstelling bleef gelijk. Van 22 tot 25 februari 1944 volgde inzet rond Taimanowo en daarna tot 14 maart rond Komarichi, waarna de brigade terugging naar Mogilev. Na opnieuw een bloedige inzet rond Chavusy en Ssutoki, ging het weer terug naar Mogilev, waarna een treintransport volgde naar westelijk van Kovel.
Op 10 juni 1944 werd de brigade omgedoopt in Heeres-Sturmgeschütz-Brigade 237.

### Heeres-Sturmgeschütz-Brigade 237
Bij Kovel bleef de brigade in actie tot 4 juli 1944. Daarna volgde een mars naar Gorniki aan de Pripjatmoerassen. Hier zorgde de brigade ervoor dat de infanterie kon terugtrekken via Osawa en Adampol naar Davidy. Dan zorgde de brigade voor de uitbraak van Duitse troepen naar Międzyrzec, maar werd hierbij grotendeels verslagen. De resten van de brigade werden eind juli 1944 teruggestuurd naar Möckern bij Maagdenburg. Hier volgde een heroprichting.

### Einde
Nog tijdens het proces van heroprichting werd de brigade op 30 september 1944 omgedoopt tot (eerst Sturmpanzer-Abteilung 218, dan) Sturmpanzer-Abteilung 219. Hiermee ging de brigade van de Sturmartillerie over naar de pantsertroepen.

## Samenstelling
- Staf
- 1e Batterij
- 2e Batterij
- 3e Batterij

## Commandanten
| Rang      | Naam                           | Begin         | Eind         |
| --------- | ------------------------------ | ------------- | ------------ |
| Hauptmann | Paul Hofrichter                | 1 juli 1943   |              |
| Major     | Paul Friedrich Schaupensteiner | augustus 1943 | 31 juli 1944 |